# Jean Jouffroy
Jean Jouffroy   (Luxeuil-les-Bains, 1412 - Reuilly, 1473) fou un cardenal i bisbe francès.

## Biografia
Procedent d'una família d'origen modest, ingressà a la congregació cluniacenca a l'abadia de Luxeuil. Va estudiar dret canònic i teologia, disciplines en què es va llicenciar, i després va ser professor a la Universitat de Pavia del 1435 al 1438.
Aleshores esdevingué l'almoiner de Felip III, duc de Borgonya, que li va confiar algunes missions diplomàtiques a França, Itàlia, Portugal i Castella. El 1449 va ser nomenat abat de Luxeuil.
El 1453 esdevingué bisbe d'Arràs i el 1461 va passar a ser conseller del rei Lluís XI, a qui havia conegut quan encara era Delfí. Va ser legat papal diverses vegades, sovint a França, però després també a Nàpols. El 1461 va demanar a Lluís XI, en nom de la Santa Seu, que derogués la Pragmàtica Sanció de Bourges.
En el consistori del 18 de desembre de 1461 el papa Pius II el va nomenar cardenal prevere i el 1462 va rebre el títol de Santi Silvestro e Martino ai Monti.
També el 1461 va ser nomenat bisbe d'Albi, deixant així el bisbat d'Arràs. També va rebre, in comemndam, el títol d'abat de Saint-Sernin. El 1464 va ser nomenat abat comendatari de Saint Denis, el 1467 abat comendatari de Gorze i el 1470 també va rebre, de nou in commendam, el títol d'abat de l'abadia de Moreruela, a la província de Zamora a Castella.
El 1473 va assistir Pere II de Borbó, senyor de Beaujeu, en la seva campanya militar en favor del rei de França, contra Joan V d'Armanyac.
Va morir el mateix any i va ser enterrat al priorat benedictí de Reuilly on havia mort.
Va ser humanista i bibliòfil.